# Шацкая провинция
Шацкая провинция — одна из провинций Российской империи. Центр — город Шацк.
Шацкая провинция была образована в составе Азовской губернии по указу Петра I «Об устройстве губерний и об определении в оныя правителей» в 1719 году. В состав провинции были включены города Шацк, Елатьма, Кадом, Касимов, Керенск, Красная Слобода, Наровчат, Темников, Троицкий острог и Залесский стан.
В 1725 году Азовская губерния, куда входила Шацкая провинция, стала именоваться Воронежской.
В ноябре 1775 года деление губерний на провинции было отменено.